# Passo del Pura
Il Passo del Pura (o Passo Pura - 1.425 m s.l.m., Pas Pure in friulano, Perkh in saurano) è un valico alpino delle Alpi Carniche, in Carnia occidentale (Friuli-Venezia Giulia), che mette in collegamento l'Alta Val Tagliamento con la Val Lumiei attraverso una strada montana che da Ampezzo sale a Sauris. Non molto lontano dal passo più in basso è posto il Lago di Sauris, oltre il quale superato Sauris di Sotto e Sauris di Sopra è presente la Sella di Rioda e l'Oltrepiave Cadorino. Nei pressi del passo è presente il Rifugio Tita Piaz; nel 2014 ha visto il passaggio del Giro d'Italia 2014 nella tappa Maniago-Monte Zoncolan. La salita presenta pendenze significative.